# David Kotek
David Kotek (* 17. duben 1977 Ostrava) je český architekt.

## Mládí a studium
David Kotek se narodil 17. dubna 1977 v Ostravě. Nejprve absolvoval ostravskou střední průmyslovou školu stavební, poté Fakultu architektury Vysokého učení technického v Brně, a to mezi lety 1995 a 2003 (v letech 2001 a 2002 studoval na Polytechnice v Miláně).

## Práce
V roce 2004 založil projektovou kancelář, jejímž ředitelem je. Spolupracoval například na návrhu odbavovací haly na ostravském letišti Mošnov.